# Ludwig Zschock
Ludwig von Zschock (21. dubna 1839 Štýrský Hradec – 20. března 1890 Štýrský Hradec) byl rakouský politik německé národnosti ze Štýrska, v 2. polovině 19. století poslanec Říšské rady.

## Biografie
Pocházel z vojenské rodiny. Jeho praděd Christian Zschock byl jako nadporučík povýšen roku 1738 do rytířského stavu. Jistý Otto von Zschock se zase vyznamenal roku 1793 při dobývání La Wantzenau. Otec poslance Ludwiga, Ludwig von Zschock starší, rovněž působil na důstojnických postech v rakouské armádě. Ludwig studoval normální školu v Bochni a Štýrském Hradci, gymnázium ve Vídni a Štýrském Hradci a pak studoval práva na Univerzitě ve Štýrském Hradci a Karlo-Ferdinandově univerzitě v Praze. Po skončení školy nastoupil v březnu 1862 do státních služeb. Působil jako konceptní praktikant na místodržitelství v Štýrském Hradci. V letech 1867–1868 byl zaměstnán u okresního úřadu v Bruck an der Mur, následně jako okresní komisař u okresního hejtmanství v Liezenu, v letech 1869–1872 v Leobenu. V letech 1872–1873 zastával úřad koncipisty na místodržitelství v Štýrském Hradci.
Byl aktivní i politicky. Od roku 1870 zasedal jako poslanec Štýrského zemského sněmu, kde zastupoval kurii venkovských obcí, obvod Leoben. V roce 1871 tu mandát obhájil. V roce 1873 odešel z úřednického postu na místodržitelství, aby se mohl plně věnovat politické práci. Byl i poslancem Říšské rady (celostátního parlamentu Předlitavska), kam nastoupil v prvních přímých volbách roku 1873, za kurii obchodních a živnostenských komor ve Štýrsku, obvod Leoben. Mandát zde obhájil ve volbách roku 1879 a volbách roku 1885. Poslancem byl až do své smrti roku 1890. V roce 1873 se uvádí jako baron Ludwig von Zschock, soukromník, bytem Štýrský Hradec.
V roce 1873 zastupoval v parlamentu provládní blok Ústavní strany (liberálně, centralisticky a provídeňsky orientované), v jehož rámci patřil k mladoliberální (mladoněmecké) skupině. V roce 1878 zasedal v mladoliberálním poslaneckém Klubu pokroku. Od roku 1881 byl členem klubu Sjednocené levice, do kterého se spojilo několik ústavověrných (liberálně a centralisticky orientovaných) politických proudů. Za tento klub uspěl i ve volbách roku 1885. Po rozpadu Sjednocené levice přešel do frakce Německorakouský klub. V roce 1890 se uvádí jako poslanec obnoveného klubu německých liberálů, nyní oficiálně nazývaného Sjednocená německá levice.
Zemřel náhle v březnu 1890 na srdeční onemocnění.